# Pomnik Tadeusza Kościuszki w Łodzi
Pomnik Tadeusza Kościuszki w Łodzi – pomnik znajdujący się na Placu Wolności w Łodzi, u wylotu ulicy Piotrkowskiej w kierunku północnym.

## Wygląd
Pomnik przedstawia Tadeusza Kościuszkę w pozycji stojącej, wspartego o drzewko symbolizujące „Drzewo Sprawiedliwości”, w drugiej dłoni trzyma zwinięty w rulon dokument (prawdopodobnie tekst Uniwersału Połanieckiego). Pomiędzy jego nogami leży zbroja rycerska i mała armata. Figura ta stoi na ośmiobocznym cokole, na którym wznosi się nadbudowa w formie ściętego ostrosłupa. Na jego górnej płaszczyźnie ustawiony jest czterometrowy posąg T. Kościuszki.
W trzynastometrowy cokół wmontowane są cztery płaskorzeźby odlane z brązu ukazujące doniosłe sceny z życia Tadeusza Kościuszki. Jest tu przysięga na krakowskim rynku, Kościuszko z Jerzym Waszyngtonem, Kościuszko stojący z Bartoszem Głowackim przy armacie oraz podpisanie uniwersału połanieckiego. Cały pomnik ma wysokość 17 metrów.

## Historia powstania

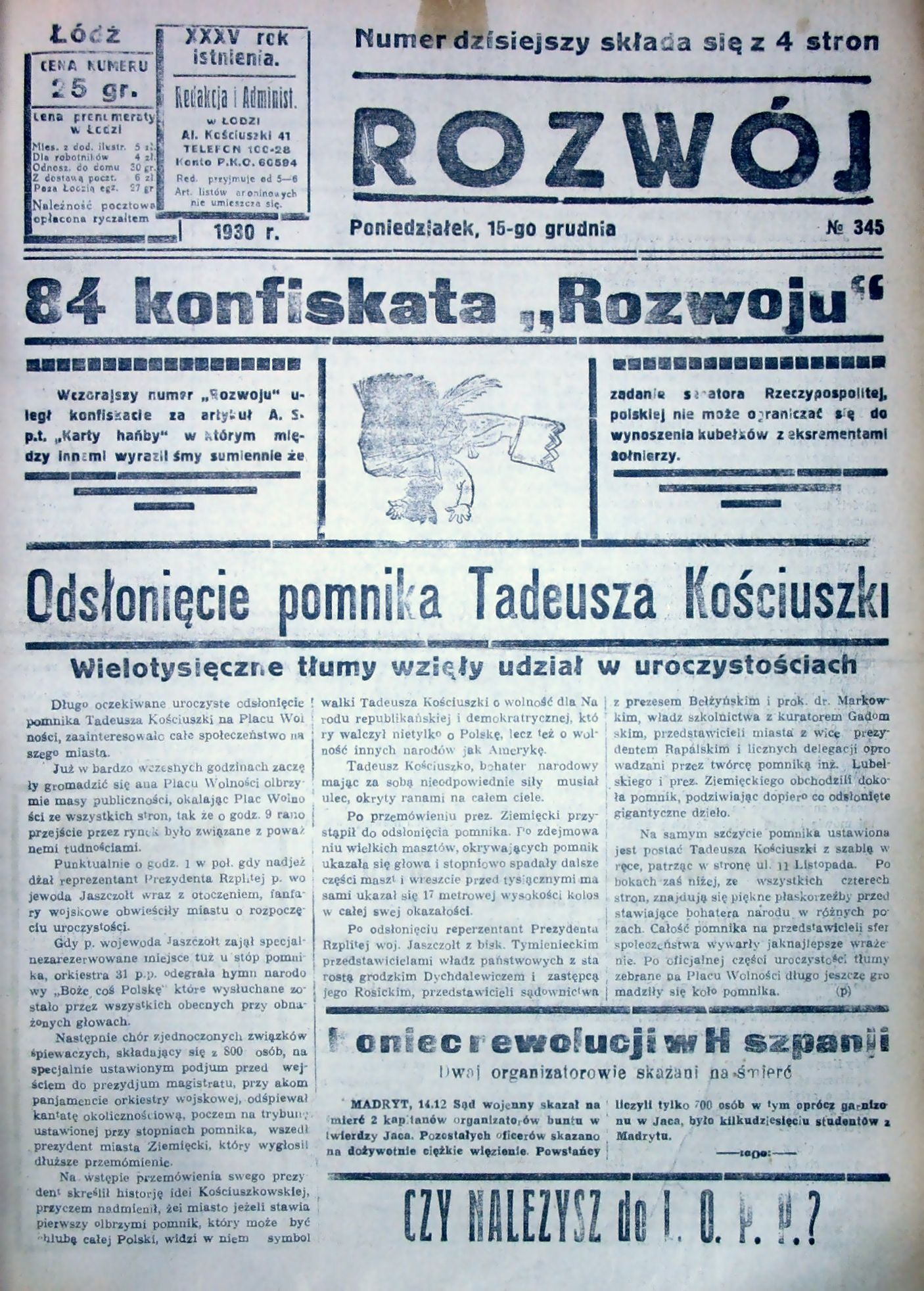
Relacja z odsłonięcia pomnika na łamach „Rozwoju”

Decyzja o wybudowaniu pomnika Kościuszki zapadła 15 października 1917 roku, podczas uroczystego posiedzenia Rady Miejskiej Łodzi z okazji stulecia śmierci Naczelnika. Jednocześnie podjęto decyzję nazwania jego imieniem, równoległej do ul. Piotrkowskiej i drugiej reprezentacyjnej ulicy Łodzi, ówcześnie zwanej Spacerową lub Promenadą. Powołano także fundusz budowy pomnika i zaproponowano, by stanął on u zbiegu al. Kościuszki i ul. św. Andrzeja. Plany te nie zostały wówczas zrealizowane.
Wrócono do nich wkrótce po odzyskaniu niepodległości w 1918 roku. Wtedy też ustalono, że miejscem jego usytuowania będzie plac Wolności. W 1921 roku ogłoszono konkurs na projekt pomnika, który rozstrzygnięto rok później, jednak żadna z zaprezentowanych wówczas prac nie została zakwalifikowana do wykonania. Drugi konkurs ogłoszono dwa lata później przyjmując jako lokalizację pomnika park na Zdrowiu, który jednocześnie miał mieć zmienioną nazwę na Park Ludowy im. Tadeusza Kościuszki. Do realizacji zwycięskiego projektu autorstwa Władysława Czaplińskiego jednak nie doszło ze względu na sprzeciw wiceprezydenta Łodzi, Wiktora Groszkowskiego. W wyniku kolejnego konkursu, rozstrzygniętego w styczniu 1926 roku do realizacji wybrano projekt artysty rzeźbiarza inż. Mieczysława Lubelskiego. Kamień węgielny pod budowę pomnika położono 3 maja 1927 roku, a prace nad jego powstaniem zajęły twórcy ok. 4 lat.
Odlewy posągu Naczelnika oraz płaskorzeźby cokołu powstały w Szkole Rzemiosł w Pabianicach pod kierunkiem inż. Władysława Wagnera, z materiału zakupionego za składek społecznych. Trzon wykonała znana łódzka firma budowlana "Ch. Izrael Tyller” z ul. S. Żeromskiego 23, a płyty miedziane, wraz z montażem – Stocznia Gdańska.

## Odsłonięcie
Uroczyste odsłonięcie nastąpiło 14 grudnia 1930 roku. Dokonał tego, w obecności m.in. wojewody łódzkiego Władysława Jaszczołta, gen. Stanisława Małachowskiego i gen. Józefa Olszyny-Wilczyńskiego, prezydent Łodzi Bronisław Ziemięcki. Oprawę muzyczną zapewnił specjalnie zorganizowany na tę okoliczność 800-osobowy chór zjednoczonych towarzystw śpiewaczych z towarzyszeniem orkiestr reprezentacyjnych 28 i 31 Pułku Strzelców Kaniowskich. Jednostki te wystawiły także kompanie reprezentacyjne. Uroczystość zgromadziła ok. 30 tys. mieszkańców miasta.

## Zniszczenie

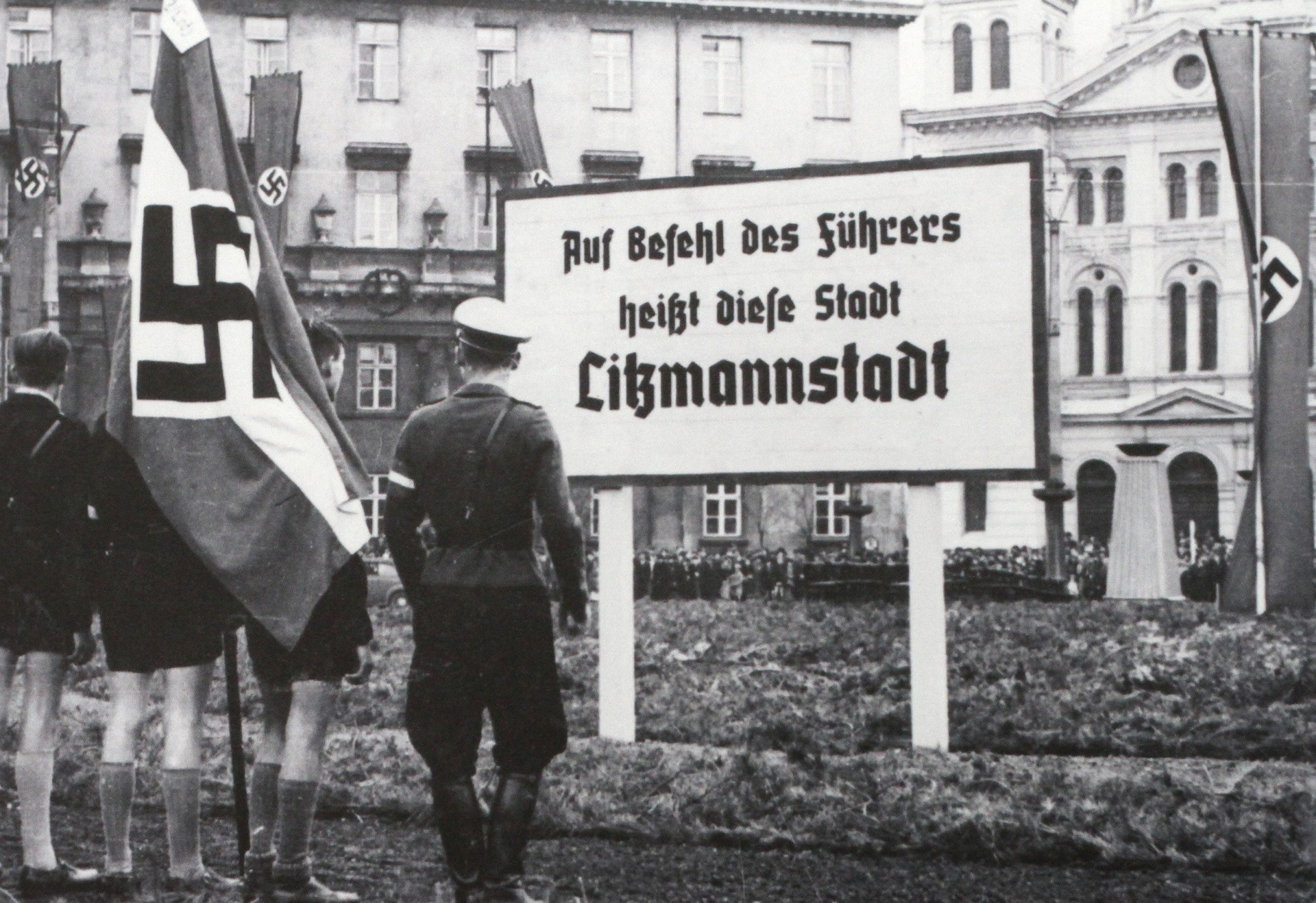
W trakcie uroczystości nadania Łodzi nazwy Litzmannstadt, hitlerowcy ustawili w miejsce zburzonego pomnika tablicę z napisem: „Na rozkaz Führera to miasto nazywa się Litzmannstadt”

W 1939 r., po agresji Niemiec na Polskę i aneksji zachodnich województw (wraz z Łodzią) przez III Rzeszę, niemieckie władze okupacyjne zburzyły pomnik.
Według relacji naocznego świadka – Kazimierza Maja, dozorcy jednej z kamienic przy pl. Wolności – burzenie pomnika rozpoczęło się 11 listopada 1939 roku. Niemcy najpierw zaplanowali szybko usunąć samą figurę Naczelnika poprzez podpiłowanie jej podstawy oraz założenie na nią stalowych lin, które następnie zostały podpięte do samochodów ciężarowych, które szarpnięciem miały zwalić pomnik. Okazało się jednak, że zdołano tylko ją poważnie zgiąć u podstawy. W tej sytuacji zostały założone w cokole ładunki wybuchowe, które po odpaleniu okazały się za słabe. Operację z ładunkami wybuchowymi powtarzano kilka razy. Ostatecznego rozbicia pomnika ciężkimi młotami dokonali łodzianie pochodzenia żydowskiego zapędzeni do tej pracy przez Niemców. W sumie całkowite wyburzenie pomnika zajęło tydzień i w końcowym etapie odbyło się za szczelną zasłoną parkanu z desek.
Operacja niszczenia pomnika została utrwalona na zdjęciach wykonywanych zarówno przez samych Niemców, jak i z ukrycia przez Polaka zamieszkałego w tzw. kamienicy „pod lwem” na rogu ul. Nowomiejskiej i pl. Wolności. Taśma ze zdjęciami wykonanymi przez Niemców została oddana do jednego z łódzkich zakładów fotograficznych. Wykonujący odbitki fotograf wykonał kilka dodatkowych kopii i przechował je do zakończenia okupacji.
W 1940 r., w miejscu zburzonego pomnika T. Kościuszki, Niemcy ustawili obelisk ozdobiony wizerunkiem swastyki, na którego szczycie znalazła się figura stylizowanego orła.
W bliżej nieznanych okolicznościach zachowały się płaskorzeźby z cokołu: „Kościuszko i Bartosz Głowacki”, „Uniwersał Połaniecki” i jedną część (połowa) z płaskorzeźby „Przysięga Krakowska”. Nie zachowała się płaskorzeźba „T. Kościuszko i G. Washington”. Przetrwały okres okupacji na dziedzińcu obecnego Archiwum Państwowego przy pl. Wolności. Prawdopodobnie wiosną 1945 r. pracownicy przedwojennego Wydziału Plantacji Miejskich przewieźli je do magazynu Wydziału Zieleni przy ul. Przejazd (obecnie ul. Tuwima). W 1956 r. płyty powróciły na dziedziniec wewnętrzny Archiwum (najprawdopodobniej za sprawą jego pracownika i łódzkiego przewodnika oraz działacza Towarzystwa Przyjaciół Łodzi – Zdzisława Konickiego), ale nie zostały wmontowane w odbudowywany w 1960 r. pomnik Naczelnika.
W 1970 r. zostały przewiezione na dziedziniec wewnętrzny ówczesnego Muzeum Historii Ruchu Robotniczego przy ul. Gdańskiej 13. W 1975 r. jedną płaskorzeźbę – „Kościuszko i Bartosz Głowacki” umieszczono na stałej ekspozycji muzealnej w parterowej hali mauzoleum radogoskiego (oddziale MHRR), w części poświęconej okresowi okupacji niemieckiej 1939–1945, która została otwarta w styczniu 1976 roku.
Prawdopodobnie w I połowie lat 90. XX w. wszystkie płyty znalazły się na gruntownie przebudowanej ekspozycji stałej w gmachu głównym obecnego Muzeum Tradycji Niepodległościowych przy ul. Gdańskiej 13.

## Odbudowa
Po II wojnie światowej, w 1946 roku, ogłoszono konkurs na odbudowę pomnika. Projekt autorstwa Edwarda Nowickiego, przedstawiającego postać Kościuszki na koniu, nie zyskał jednak aprobaty ówczesnych władz miasta. Spierano się także o miejsce posadowienia pomnika. Wypowiadający się w grudniu 1948 roku na ten temat na łamach „Dziennika Łódzkiego” sekretarz oddziału łódzkiego Stowarzyszenia Architektów R.P. – inż. arch. Stanisław Kowalski proponował umieszczenie go w pasie zieleni pośrodku alei T. Kościuszki, pomiędzy ulicami A. Struga i obecną 6 Sierpnia (linia tramwajowa w tym miejscu powstała w 1950 r.), twierdząc, że ówczesny węzłowy komunikacyjnie pl. Wolności nie jest najlepszym miejscem.
Z początkiem lat 50. XX w., wraz z postępującą stalinizacją życia społecznego w Polsce sprawa odbudowy pomnika została odłożona „ad acta”.
Powróciła na fali emocji społecznych pod wpływem tzw. poznańskiego czerwca 1956, za sprawą opublikowanego w listopadowym numerze partyjnego (PZPR) dziennika „Głos Robotniczy” artykułu Henryka Rudnickiego „Kościuszko z pl. Wolności i jego twórca”. Powstał Komitet Odbudowy Pomnika Tadeusza Kościuszki a red. Rudnicki (znany z wielu innych akcji społecznych inicjowanych w Łodzi) stał się jego „twarzą”, główną siłą napędową i rzecznikiem prasowym. To on m.in. zapoczątkował zarówno zbiórkę pieniędzy, jak i metali kolorowych z przeznaczeniem na ten cel. Akcja prowadzona była pod hasłem Odbudować! Odbudować pomnik Tadeusza Kościuszki w takim kształcie, w jakim zniszczył go śmiertelny wróg polskiego narodu!, co w tym czasie nieco odwracało emocji społecznych od bieżących problemów wewnętrznych, kierując je na grunt polityki historycznej z okresu ostatniej wojny. Pomimo tego powróciła kwestia formy figury Naczelnika, rzutując na czas realizacji tego zamysłu. Ostatecznie zdecydowano o przywróceniu pomnika w przedwojennej, pieszej, formie. W tym celu, dzięki decydującej pomocy ówczesnej I sekretarz Komitetu Łódzkiego PZPR – Michaliny Tatarkówny-Majkowskiej, został zaproszony do wykonania kopii jego przedwojenny twórca – Mieczysław Lubelski, w tym czasie na stałe zamieszkały w Wielkiej Brytanii. Ze względu na podeszły wiek wspomagali go w tej pracy łódzcy rzeźbiarze – Antoni Biłas (płaskorzeźby) oraz Elwira i Jerzy Mazurczykowie (figura Naczelnika).
Całość prac od strony artystycznej nadzorowała Komisja Artystyczna Ministerstwa Kultury i Sztuki, której członkami byli artyści-rzeźbiarze: Koniuszyn, Stefan Lisowski i Adam Procki, i która 2 czerwca 1959 r. wydała zezwolenie na rozpoczęcie odlewów.
Uroczystość odsłonięcia pomnika odbyła się 21 lipca 1960 roku, w przeddzień święta narodowego PRL.

## Współczesność
Pomnik stanowi jeden z najbardziej charakterystycznych symboli Łodzi, na miarę Warszawskiej Syrenki i pomnika Adama Mickiewicza w Krakowie. To pod nim składane są kwiaty podczas oficjalnych obchodów świąt państwowych.